# Josef Arnošt Voves
Josef Arnošt Voves (21. dubna 1889 Praha – 1979) byl český kněz, v letech 1934–1958 převor premonstrátů Strahovského kláštera v Praze a v letech 1958–1960 politický vězeň. 

## Život
Voves se narodil v Praze v dubnu 1899. Na kněze byl vysvěcen v roce 1913. Působil jako kaplan na Svatém Kopečku u Olomouce a v roce 1923 se zasloužil o založení Matice svatokopecké. Byl také prvním jednatelem tohoto spolku, označovaného někdy jako "mladší sestra" Matice svatohostýnské.
Dále působil mezi lety 1932–1934 jako farář v Mikulovicích na Znojemsku. Dne 14. září 1932 posvětil Kapli Nanebevzetí Panny Marie ve Vevčicích.
V roce 1934 se stal převorem premonstrátů ve Strahovském klášteře v Praze. V letech 1941–1958 působil i jako duchovní správce farnosti sv. Norberta v Praze-Střešovicích.
Byl také v roce 1930 autorem nového překladu legendy Život blahoslaveného Hroznaty (z latiny, v originálu Vita fratris Hroznatae).

## Politický proces a odsouzení
V roce 1958 byl odsouzen v procesu Voves a spol. na 5 let za podvracení republiky. Stal se tak jedním z mnoha kněží, kteří byli odsouzeni za totalitního režimu v Československu v rámci tzv. politických čistek v 50. letech. Spolu s ním byli souzeni ještě Karel Burda (3 roky), Jan Chmelař (1 rok), Vlastimil Kofroň (4 roky), Jiří Nosek (7 měsíců), Václav Pikl (4 roky), Zdeněk Vondráček (1 rok), Antonín Vosmík (4 a půl roku). Voves i další do té doby věznění byli na základě amnestie z 9. května 1960 propuštěni. 
Opis z archivu ÚSTR:
H-226 Akce "OPAT" - Popisuje protistátní činnost osoby VOVES Arnošt Josef nar. 21.4.1889 farář řím. kat. církve. 
| P. Voves Josef Arnošt | 21.4.1889 | Krajský soud v Jihlavě 7.–9.7.1958 | Podvracení republiky | 5 | Voves a spol. |